# Geoffrey Hodgson

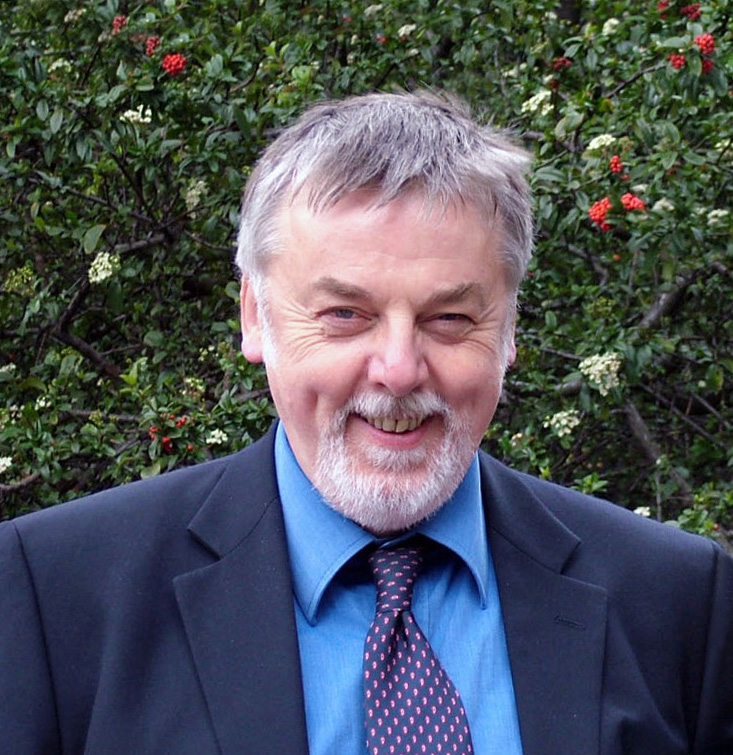
Geoffrey Hodgson

Geoffrey M. Hodgson (* 28. Juli 1946) ist ein Professor für Wirtschaftswissenschaften (Management) an der Loughborough University London. Hodgson ist ein Vertreter des modernen evolutorischen Institutionalismus. Diese Strömung bezieht sich auf die institutionenökonomische Tradition, insbesondere auf Thorstein Veblen, und verfolgt dabei einen evolutionstheoretischen Ansatz. Seine Interessengebiete sind vor allem die Evolutionsökonomik, ökonomische Ideengeschichte, Marxismus sowie theoretische Biologie. Bekannt wurde er durch Bücher wie Economics and Institutions: A Manifesto for a Modern Institutional Economics (1988) oder Economics and Evolution: Bringing Life Back into Economics (1993). In einer neueren Trilogie Economics and Utopia (1999), How Economics Forgot History (2001) und The Evolution of Institutional Economics (2004) kritisiert er die gängigen Argumente des ökonomischen Mainstreams. In seinem Buch „Conceptualizing Capitalism“ (2015) skizzierte er – u. a. auf der Basis einer Kritik der neoklassischen Institutionenökonomik und des Marxismus – das Forschungsprogramm eines Rechtsinstitutionalismus.